# Soldatenfische
Die Soldatenfische (Myripristinae) sind meist rötliche, großäugige Fische mit großen, deutlich sichtbaren Schuppen und einer gegabelten Schwanzflosse. 

## Merkmale
Sie unterscheiden sich von ihren nahen Verwandten, den Husarenfischen (Holocentrinae), durch den höher gebauten Körper, die runde Kopfform und das Fehlen des Kiemenstachels. Lediglich bei Corniger spinosus sind zwei große Stacheln auf dem Vorkiemendeckel vorhanden. Der längste Flossenstachel der Afterflosse ist normalerweise kürzer als der längste Flossenstachel der Rückenflosse. Die Afterflosse hat zehn bis 16 Weichstrahlen. Die Schwimmblase ist in ihrem vorn liegenden Teil in zwei oder mehrere separate Kammern geteilt.

## Lebensweise
Tagsüber leben sie in Gruppen in Höhlen, Spalten oder unter Überhängen in den Korallenriffen des Atlantik und des Indopazifik und werden nachts aktiv. Soldatenfische jagen größeres Zooplankton im freien Wasser in Riffnähe. Es wurde beobachtet, dass Soldatenfische der Gattung Myripristis einige Tage nach Vollmond nachts im Freiwasser laichen.

## Systematik
Es gibt fünf Gattungen:

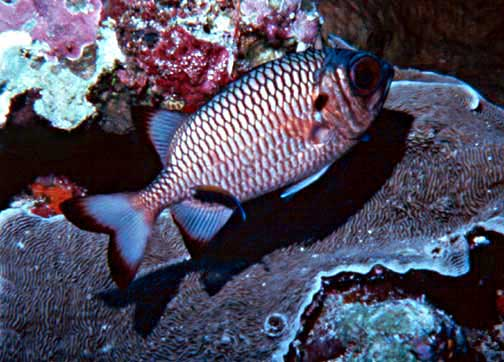
Schwarzbinden-Soldatenfisch (Myripristis adusta)

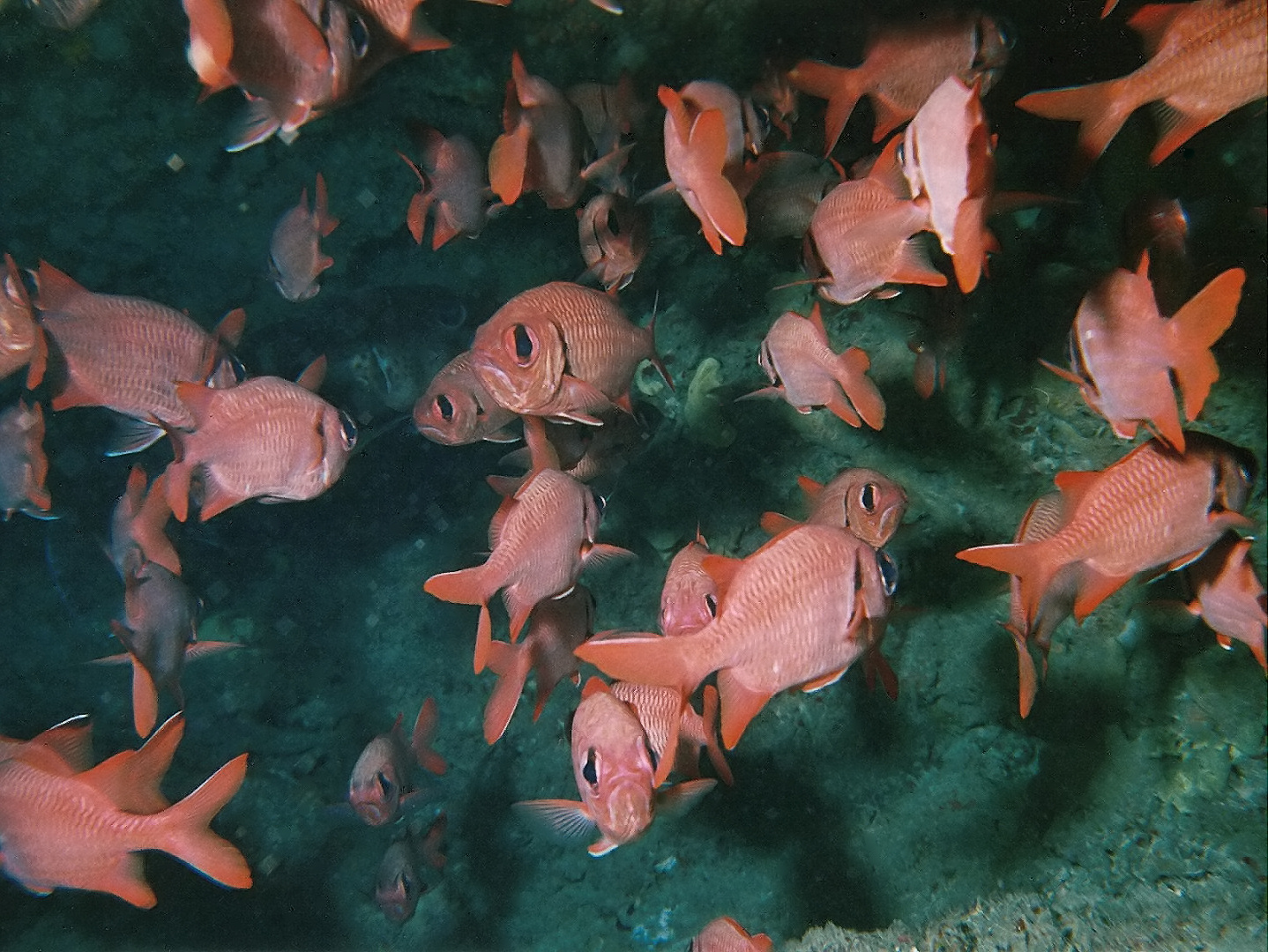
Roter Soldatenfisch (Myripristis pralinia)

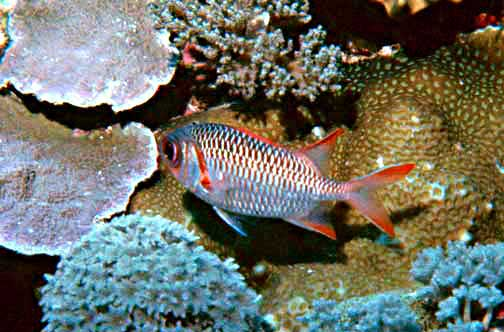
Violetter Soldatenfisch (Myripristis violacea)

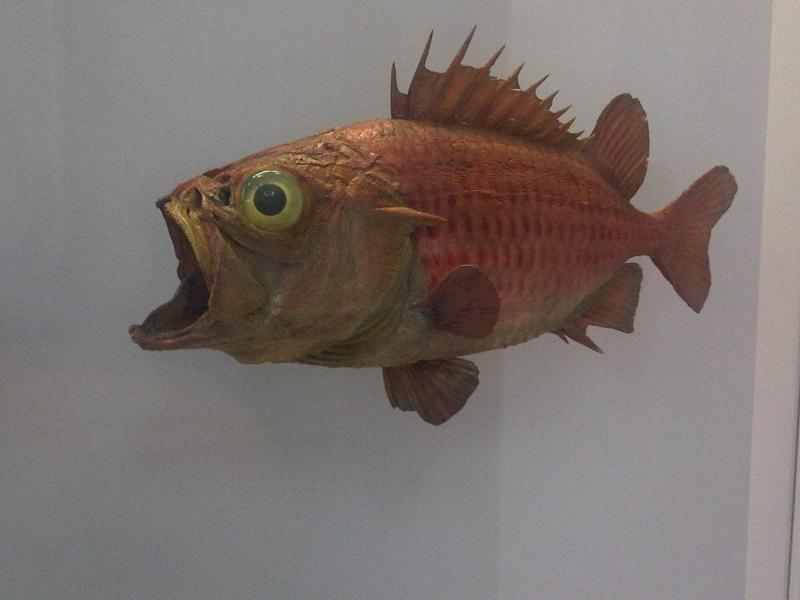
Ostichthys japonicus

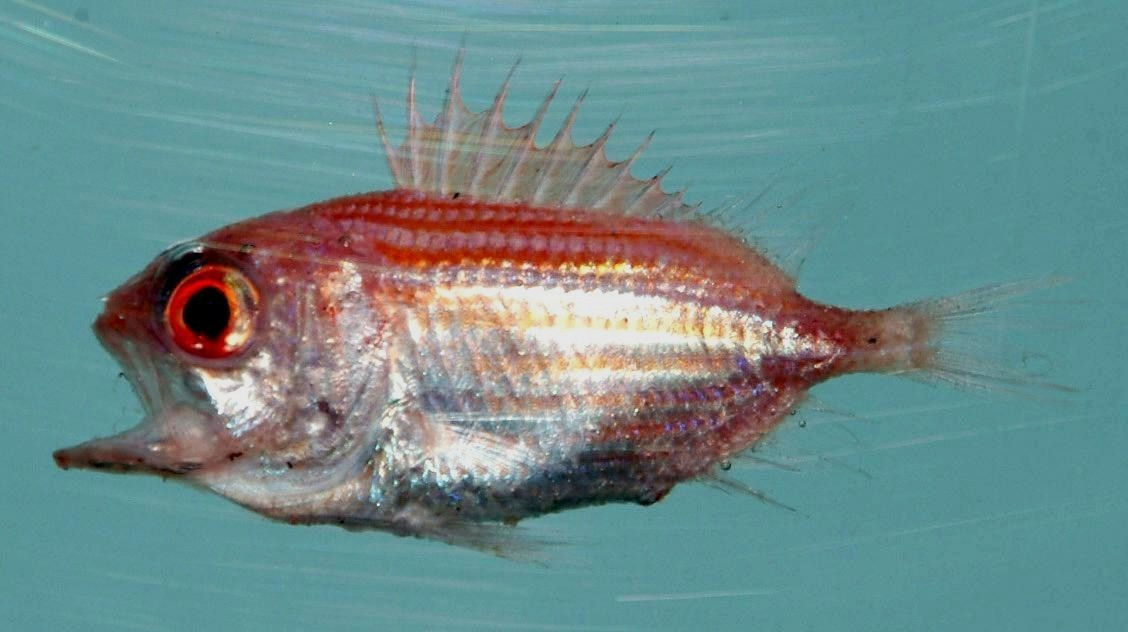
Ostichthys trachypoma

- Gattung Corniger Agassiz in Spix & Agassiz, 1831.
  - Corniger spinosus Agassiz in Spix & Agassiz, 1831.
- Gattung Myripristis Cuvier, 1829.
  - Schwarzbinden-Soldatenfisch (Myripristis adusta) Bleeker, 1853.
  - Myripristis amaena (Castelnau, 1873).
  - Myripristis astakhovi Kotlyar, 1997.
  - Myripristis aulacodes Randall & Greenfield, 1996.
  - Großschuppen-Soldatenfisch (Myripristis berndti) Jordan & Evermann, 1903.
  - Schwarzpunkt-Soldatenfisch (Myripristis botche) Cuvier, 1829.
  - Gelbflossen-Soldatenfisch (Myripristis chryseres) Jordan & Evermann, 1903.
  - Gelber Soldatenfisch (Myripristis clarionensis) Gilbert, 1897.
  - Myripristis earlei Randall, Allen & Robertson, 2003.
  - Myripristis formosa Randall & Greenfield, 1996.
  - Myripristis gildi Greenfield, 1965.
  - Myripristis greenfieldi Randall & Yamakawa, 1996.
  - Myripristis hexagona (Lacepède, 1802).
  - Karibischer Halsband-Soldatenfisch (Myripristis jacobus) Cuvier in Cuvier & Valenciennes, 1829.
  - Myripristis kochiensis Randall & Yamakawa, 1996.
  - Geperlter Soldatenfisch (Myripristis kuntee) Valenciennes in Cuvier & Valenciennes, 1831.
  - Myripristis leiognathus Valenciennes, 1846.
  - Weißsaum-Soldatenfisch (Myripristis murdjan) (Forsskål, 1775).
  - Roter Soldatenfisch (Myripristis pralinia) Cuvier in Cuvier & Valenciennes, 1829.
  - Myripristis randalli Greenfield, 1974.
  - Myripristis robusta Randall & Greenfield, 1996.
  - Seychellen-Soldatenfisch (Myripristis seychellensis) Cuvier in Cuvier & Valenciennes, 1829.
  - Myripristis tiki Greenfield, 1974.
  - Myripristis trachyacron Bleeker, 1863.
  - Violetter Soldatenfisch (Myripristis violacea) Bleeker, 1851.
  - Weißspitzen-Soldatenfisch (Myripristis vittata) Valenciennes in Cuvier & Valenciennes, 1831.
  - Myripristis woodsi Greenfield, 1974.
  - Myripristis xanthacra Randall & Guézé, 1981.
- Gattung Ostichthys Cuvier in Cuvier & Valenciennes, 1829.
  - Ostichthys acanthorhinus Randall, Shimizu & Yamakawa, 1982.
  - Ostichthys alamai Matsunuma et al., 2018.
  - Ostichthys archiepiscopus (Valenciennes, 1862).
  - Ostichthys brachygnathus Randall & Myers, 1993.
  - Ostichthys convexus Greenfield et al., 2017.
  - Ostichthys daniela Greenfield et al., 2017.
  - Ostichthys delta Randall, Shimizu & Yamakawa, 1982.
  - Ostichthys hypsipterygion Randall, Shimizu & Yamakawa, 1982.
  - Ostichthys japonicus (Cuvier in Cuvier & Valenciennes, 1829).
  - Ostichthys kaianus (Günther, 1880).
  - Ostichthys kinchi Fricke, 2017.
  - Ostichthys ovaloculus Randall & Wrobel, 1988.
  - Ostichthys sandix Randall, Shimizu & Yamakawa, 1982.
  - Ostichthys sheni Chen, Shao & Mok, 1990.
  - Ostichthys spiniger Fricke, 2017.
  - Ostichthys trachypoma (Günther, 1859).
- Gattung Plectrypops Gill, 1862.
  - Plectrypops lima (Valenciennes in Cuvier & Valenciennes, 1831).
  - Plectrypops retrospinis (Guichenot, 1853).
- Gattung Pristilepis Randall, Shimizu & Yamakawa, 1982.
  - Pristilepis oligolepis (Whitley, 1941).